# 1975-ös magyar férfi vízilabdakupa
A magyar férfi vízilabdakupa 1975-ös kiírását az Újpesti Dózsa nyerte.

## Előselejtezők

### I. csoport
| Csapat               | Mérk | Gy | D | V | G+ | G- | +/- | P |
| -------------------- | ---- | -- | - | - | -- | -- | --- | - |
| Tipográfia           | 2    | 2  | 0 | 0 | 8  | 4  | +4  | 4 |
| Központi Sportiskola | 2    | 1  | 0 | 1 | 10 | 10 | 0   | 2 |
| Egri Vízmű           | 2    | 0  | 0 | 2 | 11 | 15 | –4  | 0 |

|                      | Tipo | 0KSI0 | Eger |
| -------------------- | ---- | ----- | ---- |
| Tipográfia           | –    | 2–1   | 6–3  |
| Központi Sportiskola | 1–2  | –     | 9–8  |
| Egri Vízmű           | 3–6  | 8–9   | –    |

### II. csoport
| Csapat         | Mérk | Gy | D | V | G+ | G- | +/- | P |
| -------------- | ---- | -- | - | - | -- | -- | --- | - |
| Bp. Építők     | 2    | 2  | 0 | 0 | 16 | 8  | +8  | 4 |
| Bp. Elektromos | 2    | 1  | 0 | 1 | 17 | 6  | +11 | 2 |
| Siketek SC     | 2    | 0  | 0 | 2 | 5  | 24 | –19 | 0 |

|                | Építők | Elektr. | Siket |
| -------------- | ------ | ------- | ----- |
| Bp. Építők     | –      | 5–4     | 11–4  |
| Bp. Elektromos | 4–5    | –       | 13–1  |
| Siketek SC     | 4–11   | 1–13    | –     |

### III. csoport
| Csapat                | Mérk | Gy | D | V | G+ | G- | +/- | P |
| --------------------- | ---- | -- | - | - | -- | -- | --- | - |
| MAFC                  | 2    | 2  | 0 | 0 | 15 | 7  | +8  | 4 |
| Csatornázási Művek SK | 2    | 1  | 0 | 1 | 14 | 8  | +6  | 2 |
| Miskolci VSC          | 2    | 0  | 0 | 2 | 3  | 17 | –14 | 0 |

|                       | MAFC | CSMSK | MVSC |
| --------------------- | ---- | ----- | ---- |
| MAFC                  | –    | 7–5   | 8–2  |
| Csatornázási Művek SK | 5–7  | –     | 9–1  |
| Miskolci VSC          | 2–8  | 1–9   | –    |

### IV. csoport
| Csapat             | Mérk | Gy | D | V | G+ | G- | +/- | P |
| ------------------ | ---- | -- | - | - | -- | -- | --- | - |
| Tatabányai Bányász | 3    | 2  | 1 | 0 | 12 | 6  | +6  | 5 |
| Budapest SE        | 3    | 2  | 1 | 0 | 14 | 6  | +8  | 5 |
| Kecskeméti SC      | 3    | 1  | 0 | 2 | 7  | 18 | –11 | 2 |
| HÓDIKÖT SE         | 3    | 0  | 0 | 3 | 0  | 3  | –3  | 0 |

|                    | TBSC | 0BSE0 | 0KSC0 | HÓDIKÖT |
| ------------------ | ---- | ----- | ----- | ------- |
| Tatabányai Bányász | –    | 3–3   | 8–3   | 1–0     |
| Budapest SE        | 3–3  | –     | 10–3  | 1–0     |
| Kecskeméti SC      | 3–8  | 3–10  | –     | 1–0     |
| HODIKÖT SE         | 0–1  | 0–1   | 0–1   | –       |

A Hódmezővásárhelyi Divatáru és Kötöttárugyár SE mérkőzéseit nem játszották le.

## Selejtezők

### A csoport
| Csapat                | Mérk | Gy | D | V | G+ | G- | +/- | P |
| --------------------- | ---- | -- | - | - | -- | -- | --- | - |
| Ferencvárosi TC       | 3    | 3  | 0 | 0 | 19 | 9  | +9  | 6 |
| Szolnoki Vízügy-Dózsa | 3    | 2  | 0 | 1 | 21 | 14 | +7  | 4 |
| Szentesi Vízmű        | 3    | 1  | 0 | 2 | 11 | 14 | –2  | 2 |
| Tipográfia            | 3    | 0  | 0 | 3 | 6  | 20 | –14 | 0 |

|                       | 0FTC0 | Szolnok | Szentes | Tipo |
| --------------------- | ----- | ------- | ------- | ---- |
| Ferencvárosi TC       | –     | 7–6     | 2–1     | 10–2 |
| Szolnoki Vízügy-Dózsa | 6–7   | –       | 10–5    | 5–2  |
| Szentesi Vízmű        | 1–2   | 5–10    | –       | 5–2  |
| Tipográfia            | 2–10  | 2–5     | 2–5     | –    |

### B csoport
| Csapat        | Mérk | Gy | D | V | G+ | G- | +/- | P |
| ------------- | ---- | -- | - | - | -- | -- | --- | - |
| Újpesti Dózsa | 3    | 3  | 0 | 0 | 23 | 7  | +16 | 6 |
| Szegedi EOL   | 3    | 2  | 0 | 1 | 11 | 11 | 0   | 4 |
| Egri Dózsa    | 3    | 1  | 0 | 2 | 14 | 18 | –4  | 2 |
| Bp. Építők    | 3    | 0  | 0 | 3 | 7  | 19 | –12 | 0 |

|               | Újpest | SZEOL | Eger | Bp. Ép. |
| ------------- | ------ | ----- | ---- | ------- |
| Újpesti Dózsa | –      | 7–2   | 9–4  | 7–1     |
| Szegedi EOL   | 2–7    | –     | 5–2  | 4–2     |
| Egri Dózsa    | 4–9    | 2–5   | –    | 8–4     |
| Bp. Építők    | 1–7    | 2–4   | 4–8  | –       |

### C csoport
| Csapat             | Mérk | Gy | D | V | G+ | G- | +/- | P |
| ------------------ | ---- | -- | - | - | -- | -- | --- | - |
| Vasas SC           | 3    | 3  | 0 | 0 | 21 | 10 | +11 | 6 |
| Bp. Honvéd         | 3    | 2  | 0 | 1 | 18 | 12 | +6  | 4 |
| BVSC               | 3    | 1  | 0 | 2 | 14 | 14 | 0   | 2 |
| Tatabányai Bányász | 3    | 0  | 0 | 3 | 5  | 22 | –17 | 0 |

|                    | Vasas | BHSE | BVSC | TBSC |
| ------------------ | ----- | ---- | ---- | ---- |
| Vasas SC           | –     | 6–3  | 9–6  | 6–1  |
| Bp. Honvéd         | 3–6   | –    | 4–3  | 11–3 |
| BVSC               | 6–9   | 3–4  | –    | 5–1  |
| Tatabányai Bányász | 1–6   | 3–11 | 1–5  | –    |

### D csoport
| Csapat          | Mérk | Gy | D | V | G+ | G- | +/- | P |
| --------------- | ---- | -- | - | - | -- | -- | --- | - |
| Orvosegyetem SC | 3    | 3  | 0 | 0 | 26 | 12 | +14 | 6 |
| Bp. Spartacus   | 3    | 2  | 0 | 1 | 20 | 12 | +8  | 4 |
| Vasas Izzó      | 3    | 1  | 0 | 2 | 12 | 18 | –6  | 2 |
| MAFC            | 3    | 0  | 0 | 3 | 6  | 22 | –16 | 0 |

|                 | 0OSC0 | Bp. Sp. | Izzó | MAFC |
| --------------- | ----- | ------- | ---- | ---- |
| Orvosegyetem SC | –     | 7–5     | 9–5  | 10–2 |
| Bp. Spartacus   | 5–7   | –       | 7–3  | 8–2  |
| Vasas Izzó      | 5–9   | 3–7     | –    | 4–2  |
| MAFC            | 2–10  | 2–8     | 2–4  | –    |

## Elődöntők
A csapatok a selejtezőből az egymás elleni eredményeket magukkal hozták.

### E csoport
| Csapat                | Mérk | Gy | D | V | G+ | G- | +/- | P |
| --------------------- | ---- | -- | - | - | -- | -- | --- | - |
| Újpesti Dózsa         | 3    | 3  | 0 | 0 | 19 | 9  | +10 | 6 |
| Szegedi EOL           | 3    | 2  | 0 | 1 | 14 | 17 | –3  | 4 |
| Ferencvárosi TC       | 3    | 1  | 0 | 2 | 14 | 15 | –1  | 2 |
| Szolnoki Vízügy-Dózsa | 3    | 0  | 0 | 3 | 16 | 22 | –6  | 0 |

|                       | Újpest | SZEOL | 0FTC0 | Szolnok |  |
| --------------------- | ------ | ----- | ----- | ------- |  |
| Újpesti Dózsa         | –      | 7–2   | 3–2   | 9–5     |  |
| Szegedi EOL           | 2–7    | –     | 6–5   | 6–5     |  |
| Ferencvárosi TC       | 2–3    | 5–6   | –     | 7–6     |  |
| Szolnoki Vízügy-Dózsa | 5–9    | 5–6   | 6–7   | –       |  |

### F csoport
| Csapat          | Mérk | Gy | D | V | G+ | G- | +/- | P |
| --------------- | ---- | -- | - | - | -- | -- | --- | - |
| Vasas SC        | 3    | 3  | 0 | 0 | 19 | 12 | +7  | 6 |
| Orvosegyetem SC | 3    | 2  | 0 | 1 | 16 | 15 | +1  | 4 |
| Bp. Spartacus   | 3    | 1  | 0 | 2 | 14 | 17 | –3  | 2 |
| Bp. Honvéd      | 3    | 0  | 0 | 3 | 10 | 15 | –5  | 0 |

|                 | Vasas | 0OSC0 | Bp. Sp. | BHSE |  |
| --------------- | ----- | ----- | ------- | ---- |  |
| Vasas SC        | –     | 6–4   | 7–5     | 6–3  |  |
| Orvosegyetem SC | 4–6   | –     | 7–5     | 5–4  |  |
| Bp. Spartacus   | 5–7   | 5–7   | –       | 4–3  |  |
| Bp. Honvéd      | 3–6   | 4–5   | 3–4     | –    |  |

## Döntő
A csapatok az elődöntőből az egymás elleni eredményeket magukkal hozták.
| Csapat          | Mérk | Gy | D | V | G+ | G- | +/- | P |
| --------------- | ---- | -- | - | - | -- | -- | --- | - |
| Újpesti Dózsa   | 3    | 3  | 0 | 0 | 13 | 6  | +7  | 6 |
| Vasas SC        | 3    | 2  | 0 | 1 | 19 | 11 | +8  | 4 |
| Orvosegyetem SC | 3    | 1  | 0 | 2 | 13 | 14 | –1  | 2 |
| Szegedi EOL     | 3    | 0  | 0 | 3 | 11 | 25 | –14 | 0 |

|                 | Újpest | Vasas | 0OSC0 | SZEOL |  |
| --------------- | ------ | ----- | ----- | ----- |  |
| Újpesti Dózsa   | –      | 3–2   | 3–2   | 7–2   |  |
| Vasas SC        | 2–3    | –     | 6–4   | 11–4  |  |
| Orvosegyetem SC | 2–3    | 4–6   | –     | 7–5   |  |
| Szegedi EOL     | 2–7    | 4–11  | 5–7   | –     |  |

Az Újpesti Dózsa játékosai: Cservenyák Tibor, Horvát Bernát, Székely Zoltán, Kosztolánczy György, Radnóti György, Császár György, Sárosi László, Wolf Péter, Mátsik László, Edző: Mohácsi Attila